# Hofanlage Essener Straße 5
Die Hofanlage Essener Straße 5 in Asendorf (Landkreis Diepholz) in der niedersächsischen Samtgemeinde Bruchhausen-Vilsen stammt von um 1900.
Aktuell (2023) wird sie wohl landwirtschaftlich genutzt.
Die Gebäude stehen unter Denkmalschutz (siehe auch Liste der Baudenkmale in Asendorf (Landkreis Diepholz)).

## Beschreibung
Die Hofanlage besteht aus:

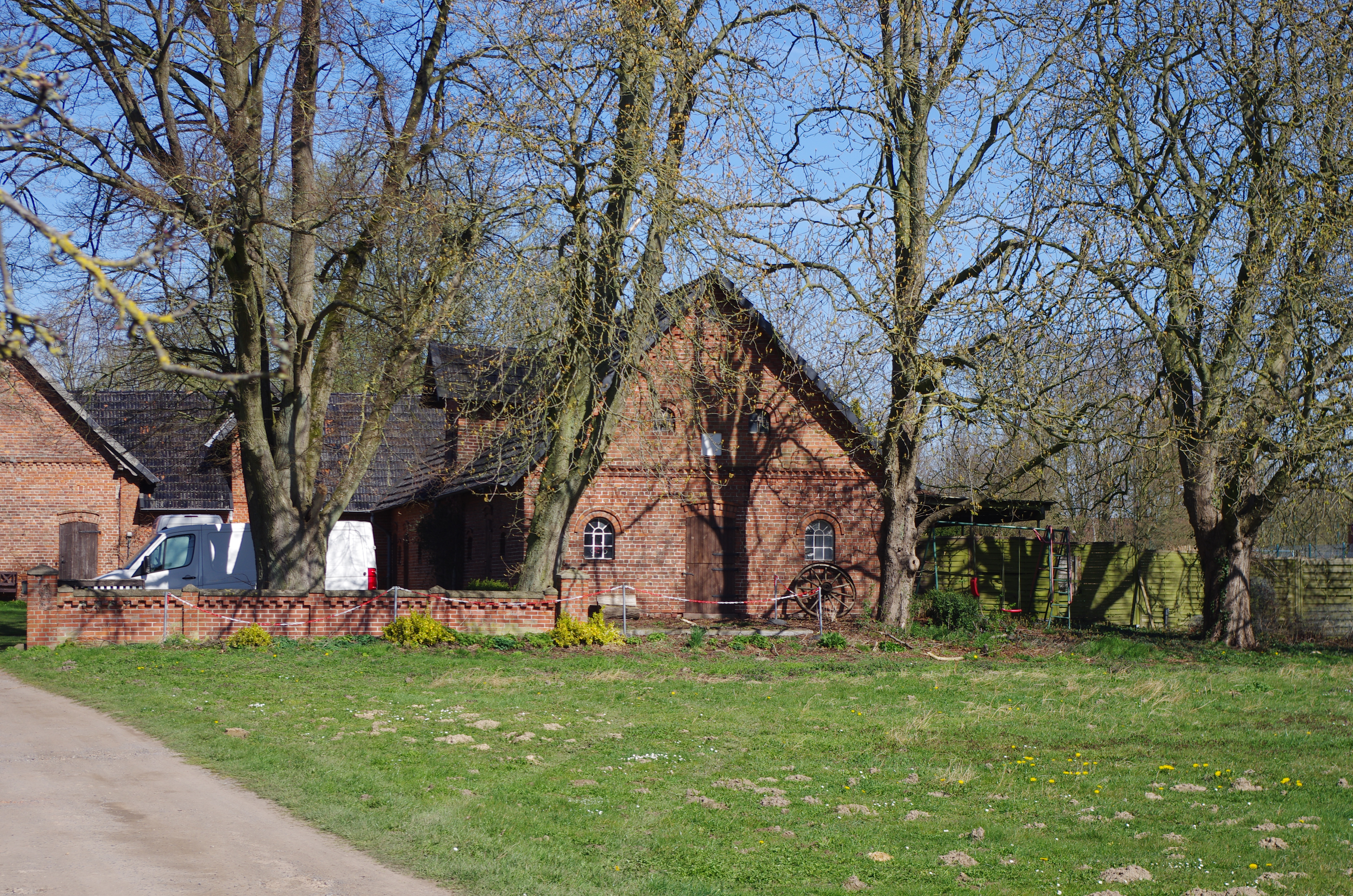
Stall

- dem eingeschossigen giebelständigen massiven Wohn- und Wirtschaftsgebäude vom 19. Jahrhundert mit Satteldach, Tor mit Segmentbogen und Rundbogenfenstern; in dem Gebäude befand sich von 1980 bis 2010 und danach zeitweise das Automuseum Asendorf mit etwa 60 Fahrzeugen,
- dem eingeschossigen giebelständigen verklinkerten Stall mit Satteldach und Rundbogenfenstern
- und einem weiteren giebelständigen nicht denkmalgeschützten Nebengebäude.